# Синхротронное излучение

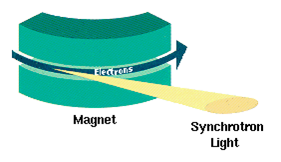
Схематическая диаграмма образования синхротронного излучения при закручивании траектории заряженной частицы в поле магнита.

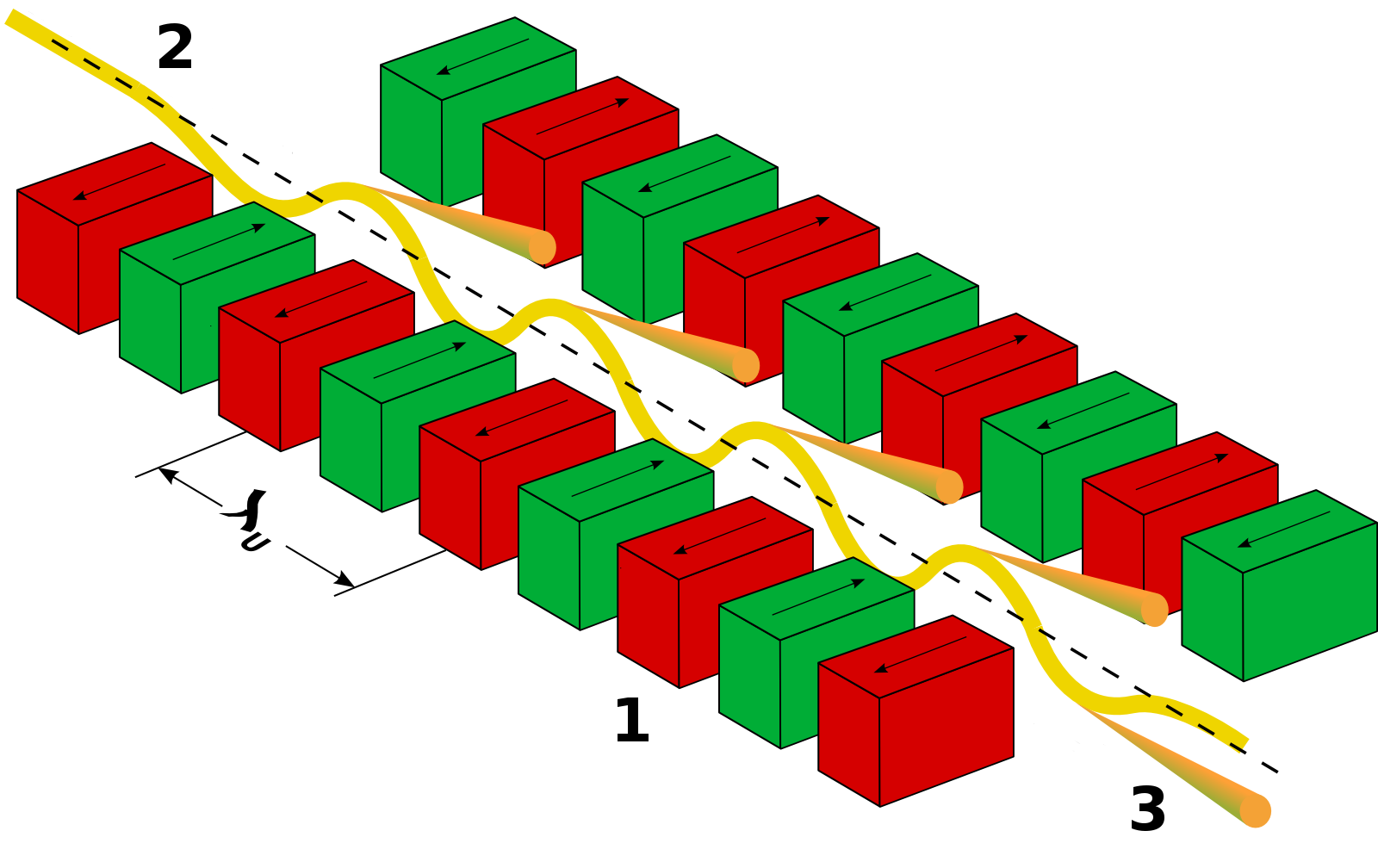
Схема образования синхротронного излучения с ондулятором.

Синхротронное излучение — излучение электромагнитных волн релятивистскими заряженными частицами, движущимися по криволинейной траектории, то есть имеющими составляющую ускорения, перпендикулярную скорости. Синхротронное излучение создаётся в синхротронах, накопительных кольцах ускорителей, при движении заряженных частиц через ондулятор (последнее, вместе с другими случаями, когда частица движется в переменном магнитном поле, иногда выделяют в отдельный тип — ондуляторного излучения). Частота излучения может включать очень широкий спектральный диапазон, от радиоволн до рентгеновского излучения.
Благодаря синхротронному излучению ускорители заряженных частиц стали использоваться как мощные источники света, особенно в тех частотных диапазонах, где создание других источников, например, лазеров, связано с трудностями.
Синхротронное излучение полученное искусственным путём выпускается через  станции  и используется в различных методах исследования вещества, таких как: XAFS, рентгеновская фотоэлектронная спектроскопия, XAS, EXAFS,
XANES,
NRVS
и многих других. Эти методы востребованы в таких областях науки как физика твёрдого тела материаловедение, кристаллография, химия,биохимия, 
медицина, LIGA-технология и других.
Вне земных условий синхротронное излучение образуется некоторыми астрономическими объектами (например, нейтронными звездами, лацертидами). Оно имеет особое, нетепловое частотное распределение и особенности поляризации.

## Отличия от циклотронного излучения
Синхротронное излучение — частный случай магнитотормозного излучения. Магнитотормозное излучение нерелятивистских заряженных частиц называют циклотронным. Особенностью синхротронного излучения является то, что оно, в основном, распространяется в узком конусе по направлению движения электрона, то есть, по касательной к траектории его движения («прожекторный эффект»), тогда как циклотронное излучение распространяется по всей плоскости, перпендикулярной траектории движения. Из-за эффекта Доплера, его частота значительно выше, чем у циклотронного (другим аспектом является то, что линии высоких гармоник спектра находятся очень близко, поэтому он почти непрерывный, в отличие от циклотронного). Также, синхротронное излучение сильно поляризовано.

## Свойства

### Интенсивность
Общая интенсивность магнитотормозного излучения при движении заряженной частицы по круговой траектории в магнитном поле даётся формулой
{\displaystyle I={\frac {2e^{4}B^{2}v^{2}}{3m^{2}c^{5}(1-v^{2}/c^{2})}}\,,}
где I — интенсивность, e — электрический заряд частицы, m — её масса, v — скорость, B — магнитная индукция, c — скорость света.
В релятивистском случае, когда скорость частицы близка к скорости света, знаменатель быстро растёт, и интенсивность синхротронного излучения становится пропорциональной квадрату энергии, в отличие от пропорциональности энергии для нерелятивистского циклотронного излучения:
{\displaystyle I={\frac {2e^{4}B^{2}}{3m^{2}c^{3}}}{\left({\frac {E}{mc^{2}}}\right)}^{2}\,,}
где E — энергия частицы.
В случае электрона, за один оборот излучается энергия {\displaystyle \Delta E=88{\frac {E^{4}}{R}}}, где энергия измеряется в ГэВ, а радиус траектории — в метрах.

### Угловое распределение

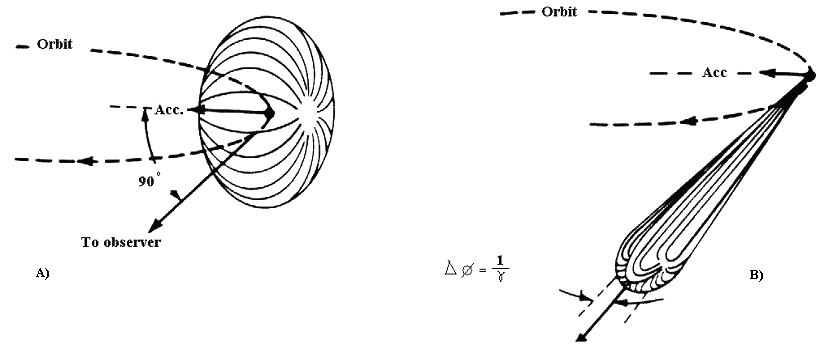
Сравнение распространения циклотронного и синхротронного излучения

Синхротронное излучение очень анизотропно. При движении частицы по кругу в ускорителе оно в основном сосредоточено в плоскости орбиты, при использовании ондулятора — направлено в основном вперед в направлении движения частицы. Угловое отклонение не превышает
{\displaystyle \Delta \theta ={\frac {mc^{2}}{E}}},
где {\displaystyle E} — энергия частицы ({\displaystyle E\gg mc^{2}} для ультрарелятивистских частиц).
Например, электрон с энергией 2 ГэВ излучает в конусе с углом при вершине 50 угловых секунд.

### Спектр

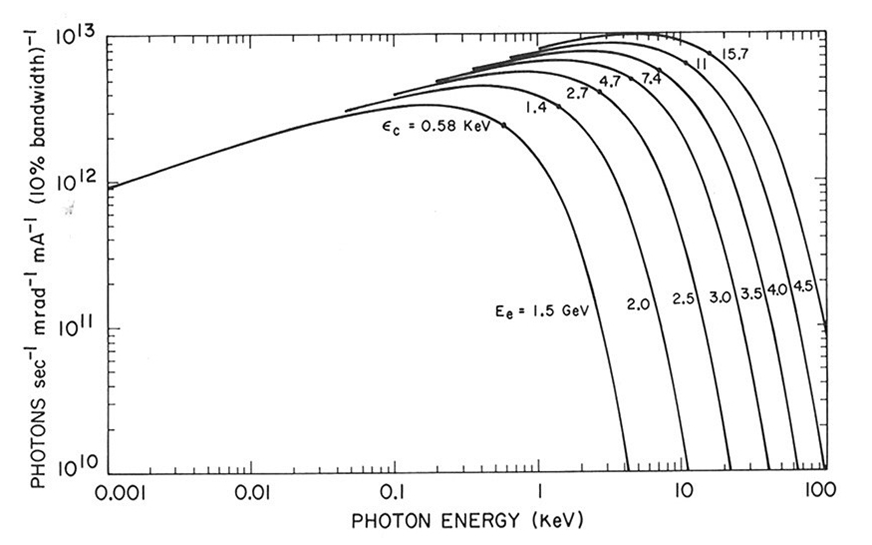
Спектр синхротронного излучения (логарифмический масштаб)

Частотный спектр излучения является линейчатым со значениями частот {\displaystyle \omega _{H}(n+1/2)}, где {\displaystyle \omega _{H}} — частота вращения частицы (циклотронная частота), однако максимум излучения приходится на высокие гармоники:
{\displaystyle \omega _{max}=\omega _{H}\gamma ^{3}}, где {\displaystyle \gamma =\left({\frac {E}{mc^{2}}}\right)} ,
где линии спектра расположены очень густо, поэтому можно говорить о квазинепрерывности спектра.
Общая формула, выражающая интенсивность излучения в зависимости от частоты записывается в виде:
{\displaystyle dI={\frac {{\sqrt {3}}e^{3}B}{2\pi mc^{2}}}{\frac {\omega }{\omega _{c}}}\int _{\omega /\omega _{c}}^{\infty }K_{5/3}(\eta )\,d\eta },
где критическая частота равна
{\displaystyle \omega _{c}={\frac {3eB}{2mc}}\left({\frac {E}{mc^{2}}}\right)^{2}}
а {\displaystyle K_{\nu }(\eta )} — функция Макдональда (модифицированная функция Бесселя второго рода)
В случае, когда n значительно меньше {\displaystyle \gamma ^{3}}, интенсивность излучения равна
{\displaystyle I_{n}=0,52{\frac {e^{4}B^{2}}{m^{2}c^{3}}}\gamma ^{2}n^{1/3}} ,
а в случае значительно больших n:
{\displaystyle I_{n}={\frac {e^{4}B^{2}n^{1/2}}{2{\sqrt {\pi }}m^{2}c^{3}}}\gamma ^{5/2}\exp \left[{-{\frac {2}{3}}n\gamma ^{3}}\right]}

### Импульсность
Сторонний наблюдатель видит излучение только когда частица движется прямо на него. Из-за этого он не может воспринимать его всё время, но фиксирует отдельные импульсы с частотой, равной частоте вращения частицы. Длительность каждого импульса равна:
{\displaystyle \tau ={\frac {R}{2\gamma ^{3}c}}}
в случае, если наблюдатель находится в плоскости вращения частицы.

### Поляризация
Излучение линейно поляризовано в плоскости вращения частицы. Части излучения, направленные выше или ниже плоскости вращения являются право- и левоэллиптично поляризованным соответственно. Излучение, направленное в перпендикулярной плоскости вращения имеет круговую поляризацию, однако интенсивность излучения при больших углах падает экспоненциально.

## История
В 1895 году Вильгельм Конрад Рентген открыл излучение, названное позже его именем. В 1897 году Джозеф Томсон открыл электрон. В том же году Джозеф Лармор показал, что ускоряющиеся частицы излучают электромагнитные волны, а уже в 1898 году Альфред-Мари Лиенар описал излучение частицы, движущейся по окружности — прообраз синхротрона.
В 1907 году Джордж Шотт, разрабатывая теорию спектров, вывел формулы, описывающие излучение электрона при вращении на релятивистских скоростях. В своей работе Шотт не учитывал квантовые эффекты, поэтому она не была пригодна для основной своей цели — объяснение атомных спектров, а потому не стала известной, однако формулы углового распределения излучения оказались верными для случая макроскопического вращения.
В 1944 году Дмитрий Иваненко и Исаак Померанчук а также, независимо от них, Джулиан Швингер вывели уравнения, описывающие излучения частиц в бетатроне и определили максимальную энергию, которая может быть достигнута в нём. В 1946 году эксперименты Джона Блюитта подтвердили их выводы по потере энергии электронами в бетатроне, однако непосредственно излучение не было зафиксировано, поскольку не было учтено смещение спектра излучения в область высоких частот.
27 апреля 1947 Герберт Поллок, Роберт Ленгмюр, Франк Элдер и Анатолий Гуревич, работая с синхротроном в лаборатории General Electric в Скенектади, штат Нью-Йорк, через прозрачное окно, что было сделано в кожухе синхротрона для наблюдения за возможными проблемами с электрооборудованием, заметили видимый свет, который излучался пучком электронов. Это явление было неожиданным и было замечено случайно. После исследования его соотнесли с предсказанным Померанчуком и Иваненко излучением релятивистских электронов.
В 1949 году Джон Болтон зафиксировал синхротронное излучение от некоторых астрономических объектов (Крабовидная туманность, галактика Центавр A, и другие).

#### Второе поколение

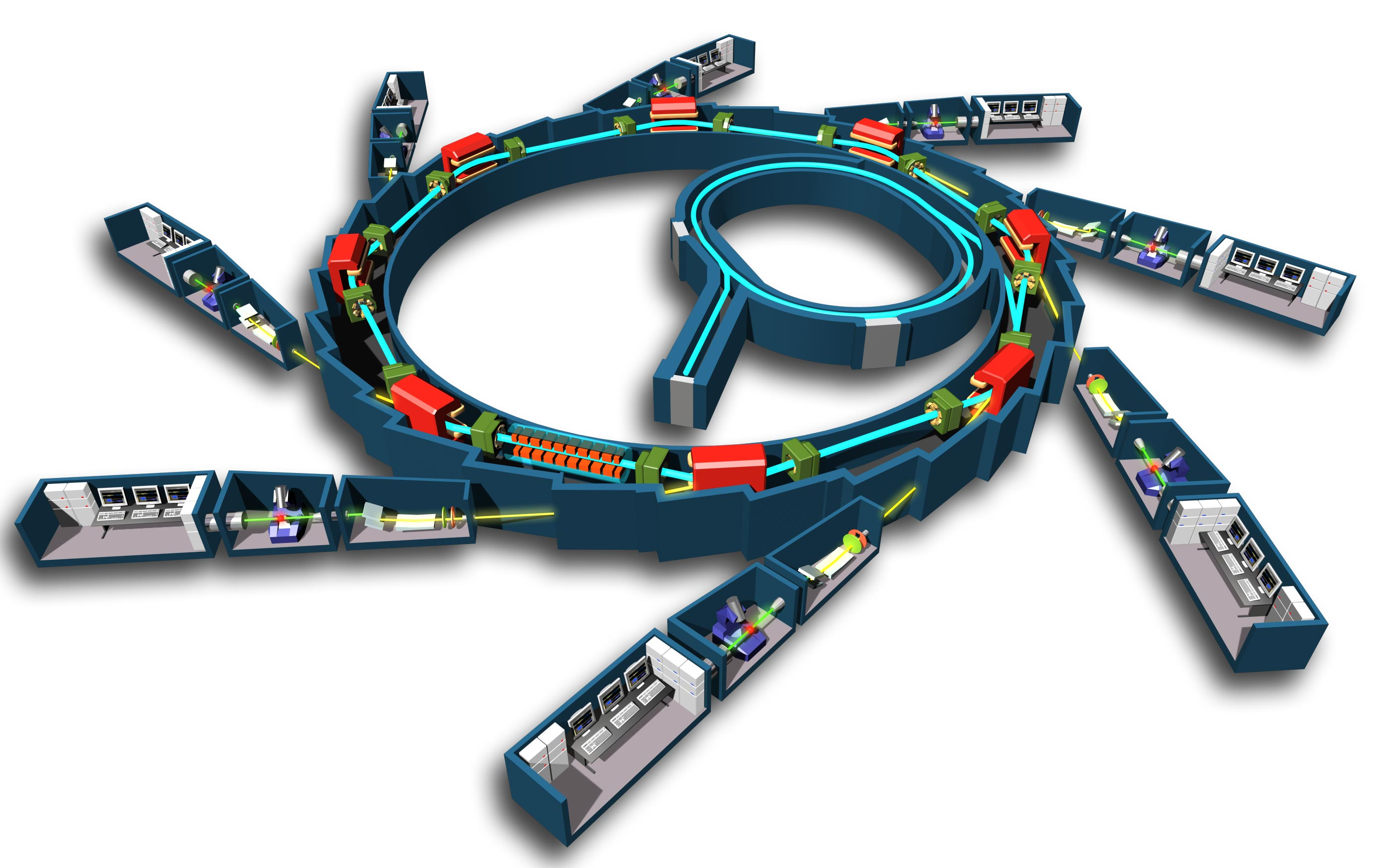
Схема синхротрона с выводами излучения на экспериментальные станции.